# Benjamin Barg
Benjamin Barg (* 15. September 1984 in Bonn) ist ein deutscher Fußballspieler, der sowohl im defensiven Mittelfeld als auch auf der Position des Innenverteidigers eingesetzt werden kann.

## Karriere
Benjamin Barg spielte in der Jugend für die Vereine Bahlinger SC, SV Sandhausen, SV Oberreichenbach und VfL Herrenberg.
Von 2005 bis Anfang der Rückrunde 2008 spielte er beim Karlsruher SC bzw. für die KSC Amateure (Karlsruher SC II). In der 2. Liga bestritt er nur ein Spiel (am 32. Spieltag der Saison 2005/06 beim 7:0 des KSC gegen Eintracht Braunschweig), in der ehemaligen Regionalliga Süd jedoch insgesamt 71 Spiele (5 Tore). Im Bundesligakader des KSC stand er zeitweise in der Saison 2007/08, ohne jedoch auf einen Einsatz zu kommen. In der Winterpause wechselte er zum SV Sandhausen, wo er in der Regionalliga Süd auf elf Einsätze kam. In der Saison 2008/09 spielte er für den Drittligisten Wuppertaler SV Borussia, wo er zu Beginn der Rückrunde seinen Stammplatz verlor.
2009 schloss Barg sich dem VfR Aalen an, der in die Regionalliga Süd abgestiegen war und unter Trainer Rainer Scharinger, unter dem er bereits in seiner Sandhäuser Zeit trainiert hatte, eine bis auf drei Spieler komplett neue Mannschaft zusammenstellte, und wurde hinter Aytaç Sulu, den Barg ebenfalls bereits von seiner Zeit beim SV Sandhausen kannte, Vizekapitän der Mannschaft. Barg wurde zum Stammspieler und erreichte mit der Mannschaft die Meisterschaft der Regionalliga und damit den direkten Wiederaufstieg zurück in die Dritte Liga. Außerdem gewann er den WFV-Pokal. In der folgenden Saison behielt er seinen Stammplatz auch unter dem neuen Trainer Ralph Hasenhüttl, der die Mannschaft in der Winterpause übernahm; dadurch war Barg der einzige Feldspieler der gesamten Dritten Liga, der sämtliche 38 Saisonspiele absolvierte. Nachdem Kapitän Aytaç Sulu den VfR im Sommer 2011 verlassen hatte, ernannte Hasenhüttl Benjamin Barg zum neuen Kapitän der Mannschaft. Allerdings verlor er verletzungsbedingt seinen Stammplatz und kam daher bis zur Winterpause nur noch in neun Spielen zum Einsatz, davon nur vier von Beginn an, weshalb der bisherige Vizekapitän Leandro Grech statt Barg zum Kapitän ernannt wurde. Auch in der Rückrunde spielte er dann nur noch unregelmäßig, erreichte aber mit dem Verein am Saisonende den zweiten Tabellenplatz und damit den Aufstieg in die 2. Bundesliga.
Da er aber durch die Verletzung den Anschluss ans Team verloren hatte, wurde Barg zur neuen Saison 2012/13 aus dem Kader der ersten Mannschaft gestrichen und ihm von den Verantwortlichen ein Vereinswechsel nahegelegt. Er trainierte daraufhin mit der zweiten Mannschaft der Aalener, ehe sein noch bis zum Saisonende laufender Vertrag im Januar 2013 aufgelöst wurde. Barg schloss sich daraufhin der in der Regionalliga spielenden zweiten Mannschaft von Borussia Mönchengladbach an.

## Erfolge
- Aufstieg in die 2. Bundesliga: 2012 mit dem VfR Aalen
- Aufstieg in die 3. Liga: 2010 mit dem VfR Aalen
- Gewinn des WFV-Pokals: 2010 mit dem VfR Aalen